# Anna Cathrine Juel

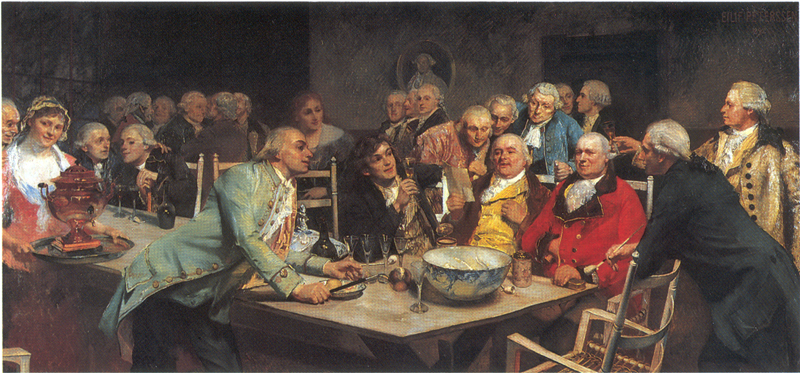
Eilif Peterssen: «En aften i Det norske Selskab», 1892. Anne Cathrine Juel är kvinnan i bakgrunden i mitten av tavlan: kvinnan till höger i rosa med bricka är servitrisen Karen Bach.

Anna Cathrine Juel eller Juul, född 1738, död 1809, var en dansk affärsidkare. 
Hon var dotter till en präst i Hjardemål på Jylland, Thomas Caisen Praëm (1693–1763) och Anna Bagger (1700–63). Hon gifte sig 1758 med prästen Hans Christian Johansen Begtrup (1703-1759) och 1766 med en vinhandlare i Köpenhamn, Niels Juel (1720-1788). 
I Köpenhamn öppnade hon cirka 1770 ett kaffehus som kom att bli ett av stadens mest framgångsrika och omtalade. Det var på hennes kaffehus på Læderstræde (från 1774 på Sværtegade) som Det norske Selskab grundades och hade sina lokaler 1772-1792, och den uppfattades som en motsvarighet till den populära Madam Neergaards kaffehus i Badstuestræde, som var en mötesplats för danska konstnärerna kring Johannes Ewald, kallad Den Neergaardske Klub. 
Flera dikter och sånger tillägnades Juel av klubbens medlemmar; det finns också en sång skriven av henne till klubben från 1792, även om det har ifrågasatts huruvida den faktiskt skrevs av henne. 
Hon avslutade sin kaféverksamhet 1792, när hon blev hushållerska hos en av klubbens medlemmar, Tobias Bernhoft, som blivit präst i Finnmark; hon hade från 1802 samma ställning hos en annan  klubbmedlem, Gunner Berg i Lenvik i Troms. År 1807 fick hon en plats på Thomas Angells hus för gamla i Trondheim tack vare Andreas Rogert, ännu en klubbmedlem, och hon ska ha försörjts av klubbens medlemmar till sin död. 
En minnesplatta över Juel sattes upp på Thomas Angells hus i Trondheim år 2005.